# Schreibrunde
Der Ausdruck Schreibrunde bezeichnet in der Stenografie die Aufzeichnung eines Stenogramms in abwechselnder Runde der Stenografen. 
Der Engländer Thomas Waghorn versuchte ein Patent für sein Stenografiersystem zu erhalten, das die Übertragung in Reinschrift und die damit verbundene Verzögerung überflüssig machen würde. Für seine neue Kurzschrift waren 15 Stenografen nötig, welche aber nicht in Kurzschrift schreiben mussten. 
Sieben dieser "Stenografen" saßen in der ersten Reihe, weitere sieben in einer Reihe dahinter. Sie alle wurde von einem "Dirigenten" mit einem langen Stab überwacht. Bei Beginn des Diktats würde der erste Mann mit dem Zeigestab berührt und begänne, so viele Wörter wie möglich aufschreiben. Beim vierten oder fünften Wort würde der zweite Mann in der ersten Reihe angetippt, welcher wiederum zu schreiben anfangen würde. Nach dem siebten Schreiber würde wieder der erste angetippt. Jeder müsste das beschriebene Blatt dem Mann in der Reihe hinter ihm geben und dann warten, bis er wieder an die Reihe käme. 
Die sieben "Stenografen" in der zweiten Reihe müssten rasch die einzelnen Mitschriften zusammenfügen. Sofort nach Ende des Diktats wäre eine lesbare Niederschrift fertig. 
Thomas Waghorn gab zwar zu, dass sein System für das Büro unhandlich wäre, sah aber keinen Grund, weshalb es nicht bei Gericht eingesetzt werden könne. Als ihm ein Patent verweigert wurde, schrieb er ein Buch mit dem Titel „Der bittere, bittere Aufschrei der abgewiesenen Erfinder“.